# Trubbryum
Trubbryum (Bryum calophyllum) är en bladmossart som beskrevs av R. Brown 1823. Trubbryum ingår i släktet bryummossor, och familjen Bryaceae. Enligt den svenska rödlistan är arten otillräckligt studerad i Sverige. Arten förekommer i Övre Norrland. Artens livsmiljö är fjäll, våtmarker, jordbrukslandskap. Inga underarter finns listade i Catalogue of Life.